# Peperomia capitis-bovis
Peperomia capitis-bovis är en pepparväxtart som beskrevs av William Trelease. Peperomia capitis-bovis ingår i släktet peperomior, och familjen pepparväxter. Inga underarter finns listade i Catalogue of Life.